# Liste der Stolpersteine in Oslo-West

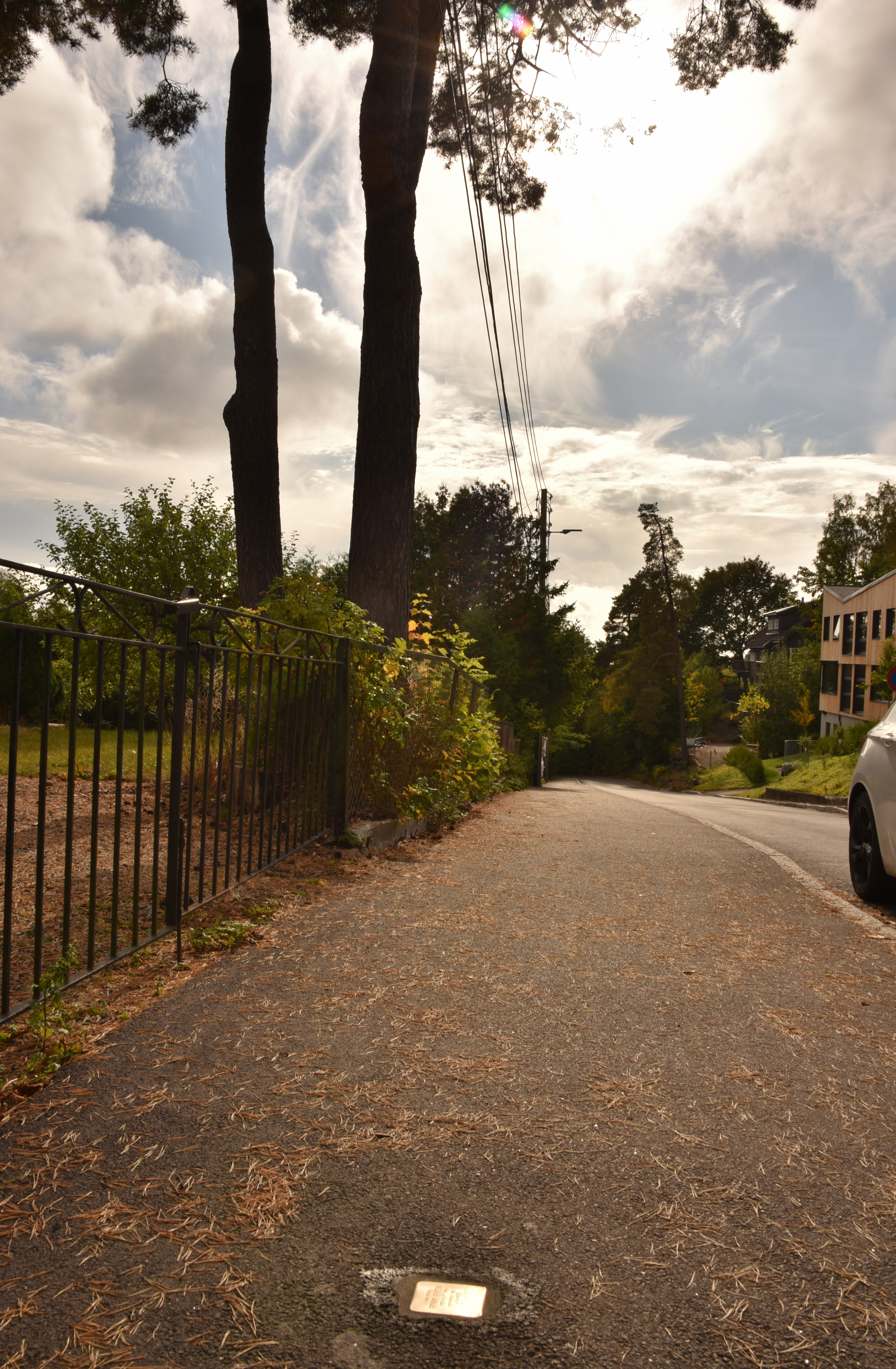
Stolperstein in Vestre Aker

Die Liste der Stolpersteine in Oslo-West listet alle Stolpersteine in den westlichen Stadtteilen von Oslo – Nordre Aker, Ullern und Vestre Aker – auf. Stolpersteine erinnern an das Schicksal der Menschen, die von den Nationalsozialisten ermordet, deportiert, vertrieben oder in den Suizid getrieben wurden. Die Stolpersteine wurden vom deutschen Künstler Gunter Demnig konzipiert und werden zumeist von ihm selbst verlegt. Im Regelfall liegen die Stolpersteine vor dem letzten selbstgewählten Wohnort des Opfers. Stolpersteine werden auf Norwegisch snublesteiner genannt.
Alle Stolpersteine dieser Stadtteile sind jüdischen Opfern gewidmet. Die ersten Verlegungen in Oslo fanden im Jahr 2010 statt.

## Holocaust in Norwegen

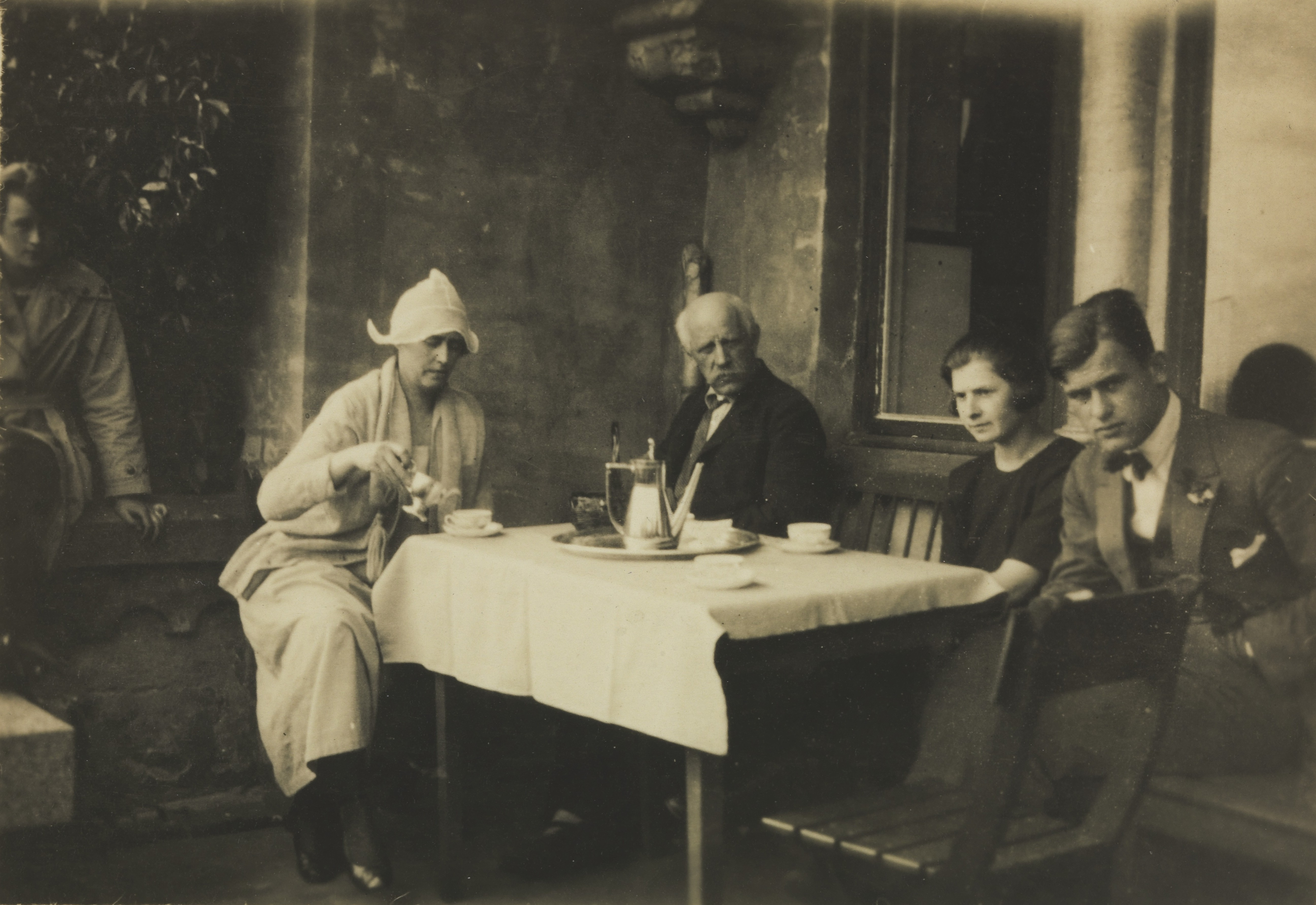
Rechts Odd Nansen (1901–1973), Gründer der Nansenhilfe für Flüchtlinge und Staatenlose

Norwegen war von 9. April 1940 bis 8. Mai 1945 von deutschen Truppen besetzt. Damals befanden sich rund 2.100 jüdische Norweger und Flüchtlinge aus Mitteleuropa im Land. Von diesen konnten sich rund tausend Personen ins neutrale und nicht besetzte Schweden retten. Unmittelbar nach dem Einmarsch deutscher Truppen begannen Hetzkampagnen gegen Juden und die Arisierung in Norwegen. Den Juden im Land wurde Schritt für Schritt all ihr Hab und Gut geraubt. Im Spätherbst 1942 erfolgten die ersten Massenverhaftungen. Am 26. November 1942 wurden von norwegischer Polizei und Gestapo 532 norwegische Juden (302 Männer, 188 Frauen und 42 Kinder) der SS übergeben. Sie gelangten mit einem Frachtschiff der Norddeutschen Lloyd, der Donau, nach Stettin und wurden von dort in das KZ Auschwitz-Birkenau deportiert. 346 von ihnen, darunter alle Frauen und Kinder, wurden unmittelbar nach der Ankunft am 1. Dezember 1942 in den Gaskammern ermordet. 186 Männer überstanden die Selektion und bekamen die Nummern 79064 bis 79249 eintätowiert. Nur neun von ihnen konnten die Shoah überleben. Am 25. Februar wurden weitere 158 Juden mit der Gotenland nach Stettin verschifft und über Berlin nach Auschwitz gebracht. 28 Männer wurden als arbeitsfähig eingestuft, die anderen sofort ermordet. Dies geschah am 3. März 1943.

## Verlegte Stolpersteine
Im Stadtteil Nordre Aker wurden zwölf Stolpersteine an drei Adressen verlegt, in Ullern drei und in Vestre Aker einer.

### Nordre Aker
In Nordre Aker wurden zwölf Stolpersteine an drei Adressen verlegt.
| Stolperstein | Übersetzung                                                                                                 | Standort           | Leben |
| ------------ | --- | ------------------ | --- |
|              | AUF NUMMER 15A WOHNTE HERMAN FELDMANN GEBOREN 1918 DEPORTIERT 1943 AUSCHWITZ GETÖTET 20.8.1943              | Kapellveien 15A    | Herman Feldmann wurde am 1. März 1918 geboren. Seine leiblichen Eltern waren Bernhard Davidsen (geboren 1892) und Nina, geborene Freiman (geboren 1895). Seine Eltern stammten aus Russland, er hatte vier Geschwister: David (1917), Michael (1921), Ruth (1924) und John Charles (1935). Die Ehe seiner Tante Sonja Rakel, geborene Freiman mit Jacob Feldmann blieb kinderlos. Daher kam die Familie überein, dass Herman von den Feldmanns adoptiert werde. Seine Adoptiveltern waren finanziell gut gestellt. Herman Feldmann besuchte die Mittel- und Handelsschule und war ein passionierter Tennisspieler. Am 22. Oktober 1942 versuchten er und sein Freund Willy Schermann mit dem Zug nach Schweden zu flüchten. Sie reisten gemeinsam mit sieben weiteren Juden, einer nichtjüdischen Frau, die mit einem der Flüchtenden verheiratet war sowie zwei Fluchthelfern. Bei einer Kontrolle durch die norwegische Grenzpolizei kam es zu einem Zwischenfall, der Fluchthelfer Karsten Løvestad erschoss in Panik einen Beamten. Der Täter sowie Herman und Willy sprangen aus dem Zug. Herman und Willy wurden verletzt und suchten Unterschlupf bei Bauern, wurden jedoch schließlich gefunden und verhaftet. Die Zeitungen berichteten ausführlich und der Vorfall wurde von den deutschen Besatzern als Vorwand genutzt, um vier Tage danach alle jüdischen Männer Norwegens über 15 Jahren zu verhaften. Herman Feldmann wurde inhaftiert und gefoltert. Am 25. Februar 1943 wurde er mit dem Frachtschiff Gotenland und danach in einem Viehwaggon nach Auschwitz deportiert. Dort kam er in eine Baracke für politische Gefangene. Herman Feldmann wurde am 20. August 1943 hingerichtet. Seine leiblichen Eltern und alle Geschwister wurden in Auschwitz ermordet. Seine Adoptiveltern wurden auf der Flucht nach Schweden von Schleppern ausgeraubt und ermordet. Die Leichen wurden im Skrikerudtjern in Trøgstad, einem See nur wenige Kilometer von der Grenze zu Schweden entfernt, versenkt. Sein Name ist auf dem Denkmal Gegen Gewalt / Für Freiheit und Frieden am Disen Holdeplass eingraviert. Stolpersteine für seine leiblichen Eltern und Geschwister liegen in Strømmen, zwanzig Kilometer östlich von Oslo. |
|              | AUF NUMMER 15A WOHNTE JACOB FELDMANN GEBOREN 1891 GETÖTET 27.10.1942 TRØGSTAD                               | Kapellveien 15A    | Jacob Feldmann wurde am 3. April 1891 in Kiew, Ukraine, geboren. Er kam 1911 nach Norwegen. Er war mit der aus Homel stammenden Rakel Sonja, geborene Freiman (geboren 1891) verheiratet. Er besuchte die Handelsschule und hatte eine eigene Firma. Nachdem er und seine Frau kinderlos blieben adoptierte das Paar eines der Kinder seiner Schwägerin, Herman (geboren 1918). Herman versuchte im Oktober 1942 mit einem Freund und weiteren Juden nach Schweden zu fliehen, die Flucht misslang und Herman Feldmann wurde verhaftet. Jakob Feldman und seine Frau versuchten sofort nach der Verhaftung des Adoptivsohnes ebenfalls nach Schweden zu fliehen. Am 27. Oktober 1942 wurden Jacob Feldmann und seine Frau ermordet, ihrer Wertsachen beraubt und die Leichen im Skrikerudtjern, einem See nur wenige Kilometer entfernt von der Grenze, versenkt. Die Täter, Fluchthelfer, wurden 1947 gefasst, sie gaben die Planung der Tat zu, wurden in einem Prozess aber frei gesprochen, was zu einer Zeitungsdebatte führte. Es wurde unter anderem vermutet, dass der Freispruch nur erfolgte, weil es sich bei dem ermordeten Paar um Juden gehandelt hatte. Sein Adoptivsohn Herman wurde 1943 in Auschwitz hingerichtet. |
|              | AUF NUMMER 15A WOHNTE RAKEL SONJA FELDMANN geb. FREIMAN GEBOREN 1891 GETÖTET 27.10.1942 TRØGSTAD            | Kapellveien 15A    | Rakel Sonja Feldmann, geborene Freiman, wurde am 5. Mai 1891 in Homel, damals Russland, geboren. Sie hatte zumindest eine Schwester, Nina. Rakel Freiman kam 1912 nach Norwegen und heiratete den aus Kiew stammenden Jacob Feldmann (geboren 1891). Das Paar blieb kinderlos, deswegen adoptierten sie und ihr Mann eines der Kinder ihrer Schwester Nina, Herman (geboren 1918). Herman versuchte im Oktober 1942 mit einem Freund und weiteren Juden nach Schweden zu fliehen, die Flucht misslang und Herman Feldmann wurde verhaftet. Rakel Sonja Feldman und ihr Mann versuchten sofort nach der Verhaftung des Adoptivsohnes ebenfalls nach Schweden zu fliehen. Am 27. Oktober 1942 wurden Rakel Sonja Feldmann und ihr Mann von Fluchthelfern ermordet, ihrer Wertsachen beraubt und die Leichen im Skrikerudtjern, einem See nur wenige Kilometer entfernt von der Grenze, versenkt. Die Täter wurden 1947 gefasst, sie gaben die Planung der Tat zu, wurden in einem Prozess aber frei gesprochen, was zu einer Zeitungsdebatte führte. Es wurde unter anderem vermutet, dass der Freispruch nur erfolgte, weil es sich bei dem ermordeten Paar um Juden gehandelt hatte. Ihr Adoptivsohn Herman wurde 1943 in Auschwitz hingerichtet. Ihre Schwester und deren Familie wurden ebenfalls Opfer der Shoah. |
|              | HIER WOHNTE JULIUS HEILBUT GEBOREN 1863 DEPORTIERT 1942 AUSCHWITZ GETÖTET 1.12.1942                         | Irisveien 20       | Julius Heilbut wurde am 10. April 1863 in Hamburg geboren. Er war der Sohn von Simon Jacob Heilbut (1820–1892) und Benvenida (1821–1893) und hatte sieben Geschwister. Julius Heilbut war mit Roalie, geborene Sonn, verheiratet. Das Paar hatte drei Kinder: Anita (1891–1952), Luise (1893–1942) und Eva (1895–1962). Heilbut und seine Frau Rosalie kamen 1938 als Flüchtling nach Norwegen und zogen zu ihrer Tochter Luisem verheiratete Seligmann, nach Oslo. Am 26. November 1942 wurden Julius Heilbut, seine Frau und Tochter Luise verhaftet, nach Akershuskai transportiert und mit dem Frachtschiff Donau nach Stettin gebracht. Von dort wurden sie in das Vernichtungslager Auschwitz deportiert. Julius Heilbut, seine Frau und seine Tochter wurden dort direkt am Tag der Ankunft, dem 1. Dezember 1942, in einer Gaskammer ermordet. Sein Schwiegersohn Julius Seligmann und die zwei Enkelkinder Erik und Rolf wurden ebenfalls in Auschwitz ermordet. Seine zwei Töchter Anita und Eva waren schon in den 1930er Jahren in die USA ausgewandert und haben überlebt. |
|              | HIER WOHNTE ROSALIE HEILBUT GEB. SONN GEBOREN 1868 DEPORTIERT 1942 AUSCHWITZ GETÖTET 1.12.1942              | Irisveien 20       | Rosalie Heilbut, geborene Sonn, genannt Lalla wurde am 22. September 1868 in Hamburg geboren. Sie war mit Julius Heilbut verheiratet. Das Paar hatte drei Kinder: Anita (1891–1952), Luise (1893–1942) und Eva (1895–1962). Rosalie Heilbut und ihr Mann kamen 1938 als Flüchtlinge nach Norwegen und zogen zur Tochter Luise nach Oslo. Am 26. November 1942 wurden Rosalie Heilbut, ihr Mann und Tochter Luise verhaftet, nach Akershuskai transportiert und mit dem Frachtschiff Donau nach Stettin gebracht. Von dort wurden sie in das Vernichtungslager Auschwitz deportiert. Rosalie Heilbut, ihr Mann und ihre Tochter wurden unmittelbar nach ihrer Ankunft, dem 1. Dezember 1942, in einer Gaskammer ermordet. Ihr Schwiegersohn Julius Seligmann und die zwei Enkelkinder Erik und Rolf wurden ebenfalls in Auschwitz ermordet. Ihre zwei Töchter Anita und Eva waren schon in den 1930er Jahren in die USA ausgewandert und haben überlebt. |
|              | HIER WOHNTE ERIK OTTO SELIGMANN GEBOREN 1916 DEPORTIERT 1942 AUSCHWITZ GETÖTET                              | Irisveien 20       | Erik Otto Seligmann wurde 1916 in Oslo, damals noch Kristiana, geboren. seine Eltern waren der Kaufmann Richard Sally Seligmann und Luise, geborene Heilbut. Er hatte zwei Brüder, Hans und Rolf sowie eine Schwester, Margit. Sein älterer Bruder Hans starb 1932. Eine Quelle (Sogn kultur) gibt einen Unfall als Todesursache an, snubelstein gibt Herzinsuffizienz als Todesursache an. Seine Schwester Margit starb 1934 an Tuberkulose. Erik Otto Seligmann machte eine Ausbildung zum Werbezeichner. Am 26. Oktober 1942 wurde er zusammen mit seinem Vater und seinem Bruder verhaftet und im Bredtveit-Gefängnis von Oslo interniert. Von dort wurden sie in das Gefangenenlager Berg nahe Tønsberg gebracht. Am 26. November 1942 wurden sie, zusammen mit seiner Mutter und seinen Großeltern, mit dem Frachtschiff Donau nach Stettin gebracht und schließlich nach Auschwitz, wo der Transport am 1. Dezember 1942 einlangte. Erik Otto Seligmann wurde für die Arbeit ins Lager eingeteilt, wurde aber kurze Zeit später krank und hat das Lager nicht überlebt. Seine Großeltern, Eltern und sein Bruder wurden ebenfalls in Auschwitz ermordet. |
|              | HIER WOHNTE LUISE BENVENIDA SELIGMANN GEB. HEILBUT GEBOREN 1893 DEPORTIERT 1942 AUSCHWITZ GETÖTET 1.12.1942 | Irisveien 20       | Luise Benvenida Seligmann, geborene Heilbut, wurde 1893 in Hamburg geboren. Ihre Eltern waren Julius Heilbut und Rosalie. Sie hatte vier Geschwister. 1913 kam sie nach Norwegen und heiratete hier Richard Sally Seligmann. Das Paar hatte vier Kinder: Hans (geboren 1914), Erik Otto (geboren 1916), Margit (geboren 1918) und Rolf (geboren 1920). Sohn Hans starb bereits 1932, je nach Quelle entweder an Herzinsuffizienz oder bei einem Unfall, ihre Tochter Margit starb zwei Jahre nach Hans an einer Tuberkulose. Luise Seligmann war Übersetzerin. 1938 kamen ihre Eltern ebenfalls nach Norwegen und zogen bei ihr und ihrer Familie mit ein. Im Oktober 1942 wurden ihr Ehemann und ihre Söhne verhaftet, einen Monat später, am 26. November 1942 wurde auch sie zusammen mit ihren Eltern verhaftet. Noch am selben Tag wurde die gesamte Familie, auch ihr Mann und ihre Söhne, mit dem Frachtschiff Donau nach Stettin gebracht und schließlich nach Auschwitz. Luise Benvenida Seligmann, ihr Mann und ihre Eltern wurden sofort nach ihrer Ankunft am 1. Dezember 1942 in einer Gaskammer ermordet. Ihre Söhne wurden für die Arbeit im Lager registriert, haben aber ebenfalls nicht überlebt. |
|              | HIER WOHNTE RICHARD SALLY SELIGMANN GEBOREN 1884 DEPORTIERT 1942 AUSCHWITZ GETÖTET 1.12.1942                | Irisveien 20       | Richard Sally Seligmann wurde 1884 in Hamburg-Wandsbek geboren. Er war Diplom-Kaufmann und hatte als Bankangestellter gearbeitet, bevor er 1905 nach Norwegen ging. Er etablierte sich als Kaufmann. Er handelte mit Häuten, Gerbstoffen und Maschinen, später leitete er eine Gerberei. Im Jahr 1913 heiratete er die ebenfalls aus Hamburg stammende Luise Benvenida Heilbut. Zwei Jahre später kaufte Seligmann das Grundstück Halvdan Svartes Gate 30b. Das Paar bekam vier Kinder: Hans (geboren 1914), Erik Otto (geboren 1916), Margit (geboren 1918) und Rolf (geboren 1920). Er erhielt 1920 die norwegische Staatsbürgerschaft, ab 1927 wurde er Herausgeber der Zeitschrift Lær, Sko og Skinn. Er war Mitglied des Museumsvereines und initiierte 1941 die Gründung eines Schuhmuseums im Technischen Museum. Sein ältester Sohn Hans starb 1932 an einer Herzinsuffizienz (nach einer anderen Quelle durch einen Unfall). Zwei Jahre später starb auch Tochter Margit. Seine Schwiegereltern flüchteten aus Deutschland und kamen 1938 zu den Seligmanns. Richard Seligmann erhielt 1920 die norwegische Staatsbürgerschaft. Später arbeitete er als Herausgeber der Zeitschrift Leather, Shoes and Leather (gegründet 1927), war auch ein lebenslanges Mitglied des Museumsverbandes und initiierte 1941 die Gründung eines norwegischen Schuhmuseums im Technischen Museum. Am 26. Oktober 1942 wurde Richard Seligmann zusammen mit seinen Söhnen verhaftet. Sein Schwiegervater war zu krank und blieb daher verschont. Uhren, Geld und Bankbücher wurden beschlagnahmt. Sie wurden im Bredtveit-Gefängnis von Oslo interniert. Von dort brachte man sie in das Gefangenenlager Berg nahe Tønsberg. Am 26. November 1942 wurden sie, zusammen mit seiner Ehefrau und seinen Schwiegereltern, mit dem Frachtschiff Donau nach Stettin gebracht und schließlich nach Auschwitz, wo der Transport am 1. Dezember 1942 einlangte. Richard Sally Seligmann wurde dort, zusammen mit seiner Frau und seinen Schwiegereltern, noch am Tag der Ankunft in einer Gaskammer ermordet. Seine Söhne wurden für die Arbeit im Lager registriert, haben aber ebenfalls nicht überlebt.                                                    |
|              | HIER WOHNTE ROLF SALLY SELIGMANN GEBOREN 1920 DEPORTIERT 1942 AUSCHWITZ GETÖTET                             | Irisveien 20       | Rolf Sally Seligmann wurde am 23. September 1920 in Oslo, damals noch Kristiana, geboren. Er war das jüngste Kind des Kaufmanns Richard Sally Seligmann und dessen Frau Luise, geborene Heilbut. Er schloss die Handelsschule ab und arbeitete danach in der Zeitschriftenredaktion seines Vaters, der seit 1927 die Zeitschrift Lær, Sko og Skinn herausgab. 1932 verstarb sein ältester Bruder, 1934 seine Schwester. Am 26. Oktober 1942 wurde Rolf Seligmann zusammen mit seinem Vater und seinem Bruder verhaftet. Sie wurden im Bredtveit-Gefängnis von Oslo interniert. Von dort brachte man sie in das Gefangenenlager Berg nahe Tønsberg. Am 26. November 1942 wurden sie, zusammen mit seiner Mutter und seinen Großeltern, mit dem Frachtschiff Donau nach Stettin gebracht und schließlich nach Auschwitz, wo der Transport am 1. Dezember 1942 einlangte. Bei Rolf Seligmann war bereits bei der Verhaftung im Oktober 1942 Tuberkulose festgestellt. Er wurde für das Lager registriert. Rolf Seligmann lebte nur kurze Zeit, er starb in Auschwitz an Tuberkulose. |
|              | HIER WOHNTE JENNY MARIE WEINSTOCK GEBOREN 1938 DEPORTIERT 1942 AUSCHWITZ GETÖTET 1.12.1942                  | Grefsenveien 30–32 | Jenny Marie Weinstock wurde am 20. Juni 1938 als Tochter von Josef Weinstock und Sara, geborene Krupp, in Oslo geboren. Am 26. November 1942 wurde sie gemeinsam mit ihrer Mutter von norwegischen Staatspolizisten festgenommen und noch am selben Tag mit dem Frachtschiff Donau deportiert. Der Transport ging nach Stettin und von dort mittels Viehwaggons in das Vernichtungslager Auschwitz. Unmittelbar nach der Ankunft am 1. Dezember 1942 wurden die vierjährige Jenny Marie Weinstock und ihre Mutter in eine Gaskammer ermordet. Ihr Vater, ihr Großvater und sechs Tanten und Onkel wurden ebenfalls nach Auschwitz deportiert und vom NS-Regime ermordet |
|              | HIER WOHNTE JOSEF WEINSTOCK GEBOREN 1908 DEPORTIERT 1942 AUSCHWITZ GETÖTET MÄRZ 1943                        | Grefsenveien 30–32 | Josef Weinstock wurde am 21. Oktober 1908 in Kristiania, wie Oslo damals hieß, geboren. Er war das jüngste Kind von Isaac Weinstock und dessen Frau Jenny Marie, geborene Osther und hatte fünf Geschwister. Er absolvierte die Mittel- und danach die Handelsschule und wurde Handelsvertreter. 1935 heiratete er Sara Krupp (geboren 1909). Das Paar hatte eine Tochter, Jenny Marie, geboren 1938. Am 26. Oktober 1942 wurde Josef Weinstock verhaftet und im Bredtveit-Gefängnis in Oslo inhaftiert. Zwei Tage später wurde er in das Gefangenenlager Berg nahe Tønsberg gebracht. Am 26. November 1942 wurde er mit dem Frachtschiff Donau nach Stettin und von dort in das Vernichtungslager Auschwitz deportiert. Josef Weinstock wurde im März 1943 vom NS-Regime ermordet. Seine Frau und seine Tochter sowie zwei Schwestern, Fanny und Bertha, wurden ebenfalls nach Auschwitz deportiert und dort ermordet. |
|              | HIER WOHNTE SARA WEINSTOCK GEB. KRUPP GEBOREN 1909 DEPORTIERT 1942 AUSCHWITZ GETÖTET 1.12.1942              | Grefsenveien 30–32 | Sara Weinstock wurde am 12. Dezember 1909 in Kristiania, wie Oslo damals hieß, geboren. Sie war eines von sieben Kinder von Moses Krupp (1885–1943) und Mina, geborene Becker (1882–1932), die im Jahr 1905 nach Norwegen einwanderten. Sie heiratete Josef Weinstock (geboren 1908) und wurde Hausfrau. Das Paar hatte eine Tochter, Jenny Marie, geboren 1938. Ihr Ehemann wurde verhaftet und einen Monat später, am 26. November 1942, wurde auch Sara mit ihrer vierjährigen Tochter Jenny Marie festgenommen. Noch am selben Tag wurden Mutter und Kind mit dem Frachtschiff Donau nach Deutschland deportiert. Von Stettin aus wurden die norwegischen Juden ins Vernichtungslager Auschwitz verbracht. Sara Weinstock und ihre Tochter wurden unmittelbar nach der Ankunft im KZ am 1. Dezember 1942 in einer Gaskammer ermordet. Ihr Ehemann, ihr Vater und vier ihrer Brüder (Isaac, Hermann, Leopold und Benjamin) wurden ebenfalls nach Auschwitz deportiert und getötet. |

### Ullern
In Ullern wurden drei Stolpersteine an einer Adresse verlegt.
| Stolperstein | Übersetzung                                                                                       | Standort          | Leben |
| ------------ | ------------------------------------------------------------------------------------------------- | ----------------- | --- |
|              | HIER WOHNTE ISAK KRUPP GEBOREN 1905 DEPORTIERT 1942 AUSCHWITZ GETÖTET 22.1.1943                   | Lilleakerveien 34 | Isak Krupp wurde am 15. Mai 1905 in Stettin geboren. Er war der älteste Sohn von Moses Krupp (1885–1943) und Mina, geborene Becker (1882–1932), die beide aus Litauen stammten. Die Kleinfamilie wanderte noch im Jahr seiner Geburt nach Norwegen aus, wo schließlich sechs Geschwister zur Welt kamen: Israel (geboren 1908), Sara (geboren 1909), Leopold (geboren 1911), Hermann (geboren 1913), Bernhard (geboren 1916) und Sofie "Tippa" (geboren 1919). Isak Krupp wurde Kaufmann und heiratete Rachel, geborene Rothschild, die aus Riga stammte. Im Sommer 1942 bekamen sie einen Sohn, Jan Larry, genannt Lasse. Am 26. Oktober 1942 wurde Isak Krupp von der norwegischen Staatspolizei festgenommen und interniert. Am 26. November 1942 wurde er mit dem Frachtschiff Donau nach Stettin und von dort in das Vernichtungslager Auschwitz deportiert. An Bord des Schiffes befanden sich auch seine Frau und sein Sohn, seine Schwester Sara (verheiratete Weinstock) und deren gerade vierjährige Tochter Jenny. Es ist jedoch nicht bekannt, ob Isak Krupp dies wusste und mit ihnen sprechen konnte, denn an Bord waren Frauen und Männer strikt getrennt. An Bord befanden sich auch drei seiner Brüder: Leopold, Hermann und Bernhard. Sie kamen alle in Viehwaggons in das Vernichtungslager Auschwitz. Während die Männer die Selektion an der Rampe überstanden, tätowiert und zur Zwangsarbeit eingeteilt wurden, mussten sich die Frauen und Kinder entblößen und wurden nackt in die Gaskammern getrieben und unmittelbar nach der Ankunft ermordet. Frau und Sohn, Schwester und Nichte starben am 1. Dezember 1942. Innerhalb weniger Wochen starben die drei jüngeren Brüder an den Zuständen im KZ. Schließlich kam – als letzter – Isak Krupp am 22. Januar 1943 in Auschwitz ums Leben. Auch sein Vater, erst Ende Februar 1943 mit dem Frachtschiff Gotenland deportiert, wurde in Auschwitz vom NS-Regime ermordet. Die Stolpersteine für die meisten Verwandten von Isak Krupp liegen im Stadtteil Sagene, der für seinen Bruder Leopold wurde im Stadtteil Frogner verlegt. Überleben konnten Bruder Israel und Schwester Sofie, die in letzter Minute – im November 1942 – nach Schweden geflüchtet waren. Israel Krupp beteiligte sich während der NS-Herrschaft in Norwegen aktiv in der Widerstandsbewegung. Sein einziger Sohn starb in Schweden an Meningitis. |
|              | HIER WOHNTE JAN LARRY (LASSE) KRUPP GEBOREN 1942 DEPORTIERT 1942 AUSCHWITZ GETÖTET 1.12.1942      | Lilleakerveien 34 | Jan Larry Krupp, genannt Lasse, war das jüngste Holocaust-Opfer Norwegens. Er wurde am 28. Juli 1942 in Oslo geboren und am 1. Dezember desselben Jahres in Auschwitz ermordet. Seine Eltern waren Isak Krupp (1905–1943) und Rachel, geborene Rothschild (1907–1942), die gemeinsam mit dem Baby vergast wurde. Das NS-Regime ermordete auch seinen Vater, den Großvater, drei Onkel, eine Tante und die 4 Jahre alte Cousine Jenny Marie Weinstock. |
|              | HIER WOHNTE RACHEL KRUPP GEB. ROTHSCHILD GEBOREN 1907 DEPORTIERT 1942 AUSCHWITZ GETÖTET 1.12.1942 | Lilleakerveien 34 | Rachel Krupp wurde am 10. August 1907 in Riga, Lettland, geboren. Ihre Eltern waren Leopold Rothschild (1875–1933) und Bertha, geborene Hirsch (geboren 1875). Rachel kam 1909 nach Norwegen, besuchte eine Handelsschule und arbeitete danach als Schreibkraft. Sie heiratete Isaac Krupp. Das Paar hatte einen Sohn, Jan Larry, genannt Lasse, geboren am 28. Juli 1942. Wenige Monate später, am 26. Oktober 1942, wurde ihr Mann verhaftet, einen Monat später auch die junge Mutter mit dem Kind. Alle drei wurden auf dem Frachtschiff Donau nach Stettin deportiert, doch ist ungewiss, ob sie sich sehen und sprechen konnten, denn während des Transports waren Frauen und Männer voneinander getrennt. Rachel Krupp und ihr Sohn wurden unmittelbar nach ihrer Ankunft in Auschwitz am 1. Dezember 1942 direkt in einer Gaskammer ermordet. Isaac Krupp wurde zur Zwangsarbeit eingeteilt und verlor anderthalb Monate später sein Leben, am 22. Januar 1943. Auch Isaac Krupps Vater und vier seiner Geschwister wurden in Auschwitz ermordet. Für sie wurden Stolpersteine in den Stadtteilen Frogner und Sagene verlegt. |

### Vestre Aker
In Vestre Aker wurde ein Stolperstein verlegt.
| Stolperstein | Übersetzung                                                                         | Standort         | Leben |
| ------------ | ----------------------------------------------------------------------------------- | ---------------- | --- |
|              | HIER WOHNTE BENNO RAMSON GEBOREN 1896 DEPORTIERT 1942 AUSCHWITZ GETÖTET JANUAR 1943 | Gulleråsveien 15 | Benno (Bernt Elieser) Ramson wurde am 28. Oktober 1896 in Kristiania, wie Oslo damals hieß, geboren. Seine Eltern waren Elias Ramson (1863–1941) und Clara, geborene Ackerman (geboren 1865). Sein Vater stammte aus Litauen, seine Mutter aus Russland. Er hatte zumindest einen jüngeren Bruder, Abraham. Benno Ramson betrieb im achten Stock des Hauses Hausmanns gate eine Kleiderfabrik, die Frauenkleidung herstellte, die vor allem von besser gestellten gekauft wurden. Er heiratete die aus Litauen stammende Hanna Rebecca (Rexie), geborene Rosenberg (geboren 1902). Das Paar hatte zwei Kinder: Else (geboren 1934) und Sonja-Maiken (geboren 1936). Als die Nazis in Norwegen einmarschierten, machte er "Gentleman Agreement" bezüglich seiner Fabrik, 50 Prozent wurden an jemanden übertragen, der bis zum Ende des Krieges die Firma leiten sollte. Ramson plante eine Flucht, sobald er erfahren sollte, dass er in Gefahr wäre. Kaum war das Agreement gemacht, rief sein "Geschäftspartner" die Gestapo an und warnte, dass Benno Ramson fliehen wolle, eine Verhaftung müsse sofort erfolgen. Am 26. Oktober 1942 wurde Ramson verhaftet und in das Internierungslager Berg gebracht. Von dort wurde er am 26. November 1942 mit dem Frachtschiff Donau und danach in einem Viehwaggon nach Auschwitz deportiert. Dort kam Benno Ramson im Januar 1943 ums Leben. Im Oktober 1942 stürmte die Gestapo das Haus der Familie Ramson, gab ihnen 15 Minuten Zeit zum Packen und vertrieb Ehefrau und Töchter. Nachbarn halfen. Widerstandskämpfer versteckten die Familie in Oslo und kümmerten sich um eine Fluchtmöglichkeit. Seine Frau und seine Töchter konnten schließlich nach Schweden, mit der letzten Gruppe, der die Flucht noch gelang, entkommen. Die Villa in Gulleråsveien 15 wurde von den Deutschen beschlagnahmt. Nach Kriegsende kehrte die Familie nach Norwegen zurück. Seinen jüngeren Bruder Abraham traf Benno Ramson in Berg. Dieser war mit einer Nichtjüdin verheiratet und der einzige Arzt seiner Region. Nachdem ein Brief mit der Bitte um Freilassung, damit er sich weiterhin um die Kranken kümmern könne, von über hundert Menschen unterschrieben, im Gefängnis ankam, wurde er entlassen. Benno Ramson gab, sein Schicksal ahnend, ihm seine goldene Uhr zum Abschied. |